# Tekuce, Cosău
Tekuce (în ucraineană Текуче) este o comună în raionul Cosău, regiunea Ivano-Frankivsk, Ucraina, formată numai din satul de reședință.

## Demografie
Componența lingvistică a comunei Tekuce
     Ucraineană (99,71%)
     Alte limbi (0,21%)
Conform recensământului din 2001, majoritatea populației comunei Tekuce era vorbitoare de ucraineană (99,71%), existând în minoritate și vorbitori de alte limbi.